# Cadmos de Milet
Pour les articles homonymes, voir Cadmos (homonymie).
 (septembre 2016).
Si vous disposez d'ouvrages ou d'articles de référence ou si vous connaissez des sites web de qualité traitant du thème abordé ici, merci de compléter l'article en donnant les références utiles à sa vérifiabilité et en les liant à la section « Notes et références ».
Cadmos de Milet (en grec ancien Κάδμος / Kádmos) est connu comme le plus ancien des logographes. Les spécialistes acceptant son existence situent son activité jusque dans les années 550 av. J.-C., alors que d'autres pensent que c'est une figure mythique.
Une notice confuse de la Souda mentionne trois personnes portant le même nom :
1. Le fils de Pandion, contemporain d'Orphée, qui était selon Pline l’Ancien, le premier écrivain en prose et non plus en vers ; auteur de quatre volumes concernant la fondation de l'Ionie ainsi que de Milet.
2. Le fils d'Archélaos, qui a vécu plus tard, auteur de quatorze livres sur l'histoire de l'Attique, et de poèmes érotiques.
3. L'inventeur de l'alphabet phénicien.

Selon Denys d'Halicarnasse, les écrits connus à son époque sous le nom de « Cadmos » n'étaient pas authentiques. Il est ainsi plus probable que les deux premiers de la liste se réfèrent à la même personne, le phénicien Cadmos : réputé comme l'inventeur de l'Alphabet phénicien, il fut commué en milésien auteur d'ouvrage historiques. Le troisième Cadmos de Milet décrit dans la Souda est plus difficile à retracer, et il n'est même pas sûr que ce soit un personnage historique : toutes ses œuvres ont disparu.

## Sources
- Pline l'Ancien, Histoire naturelle [détail des éditions] [lire en ligne] Livre VII (205)
- (en) « Cadmos de Milet », dans Encyclopædia Britannica [détail de l’édition], 1911 (lire sur Wikisource).